# Chantal Meek
Chantal Meek, född den 19 december 1978 i Canterbury, Storbritannien, är en brittiskfödd australisk kanotist.
Hon tog OS-brons i K-4 500 meter i samband med de olympiska kanottävlingarna 2008 i Peking.